# Josia mononeura
Josia mononeura là một loài bướm đêm thuộc họ Notodontidae. Nó được tìm thấy ở đông nam Brasil, Uruguay và miền bắc Argentina.

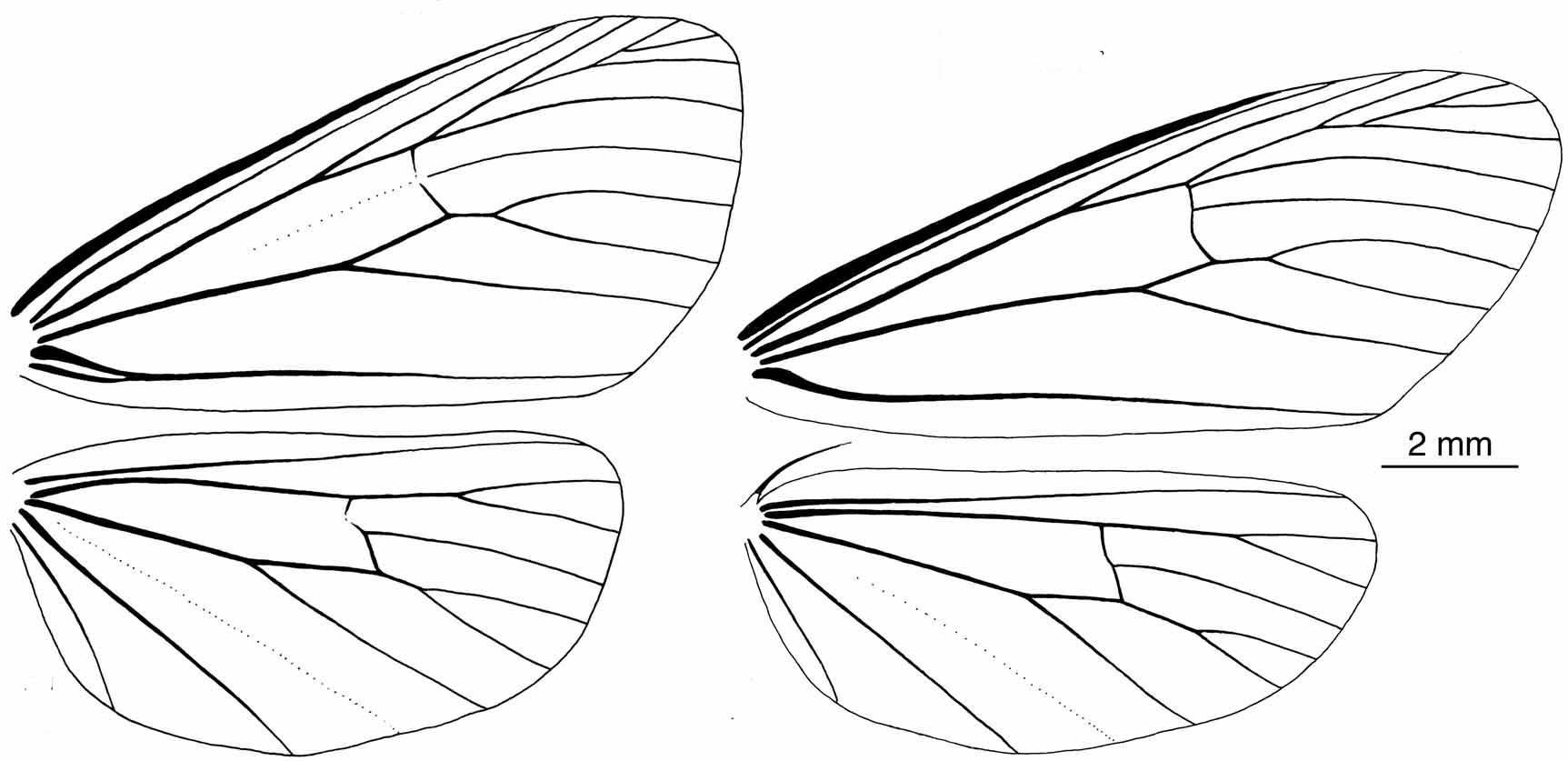
Wing venation của Josia mononeura (left) và Josia ligula (right)